# Igor Teodorowitsch Jaworski

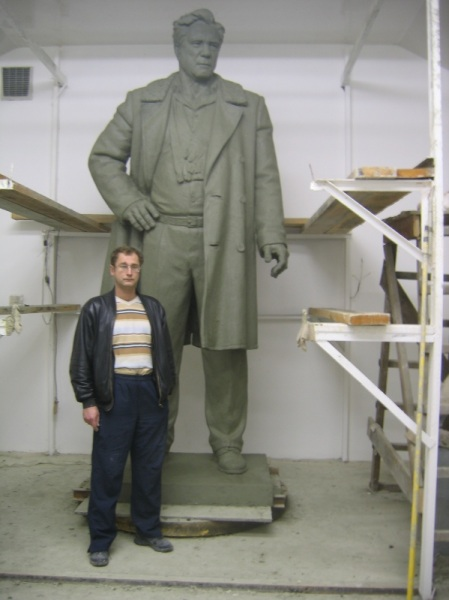
Igor Teodorowitsch Jaworski mit der Astafjew-Statue

Igor Teodorowitsch Jaworski (russisch Игорь Теодорович Яворский; * 15. August 1967 in Moskau) ist ein sowjetisch-russischer Bildhauer.

## Leben
Jaworski besuchte die Moskauer Tomski-Kunstmittelschule (1983–1985) und studierte dann am Moskauer Surikow-Kunst-Institut (Nachfolger der Moskauer Hochschule für Malerei, Bildhauerei und Architektur bzw. WChUTEIN) in Lew Kerbels Atelier mit Abschluss 1992.
Jaworski ist Mitglied der Moskauer Abteilung der Vereinigung der Künstler Russlands seit 1994 und der Gesellschaft der Moskauer Bildhauer (OMS) seit 1995. Die Arbeit in dem von Wladimir Zigal geleiteten Atelier für kreative Bildhauerei der Russischen Akademie der Künste schloss er 1997 ab.

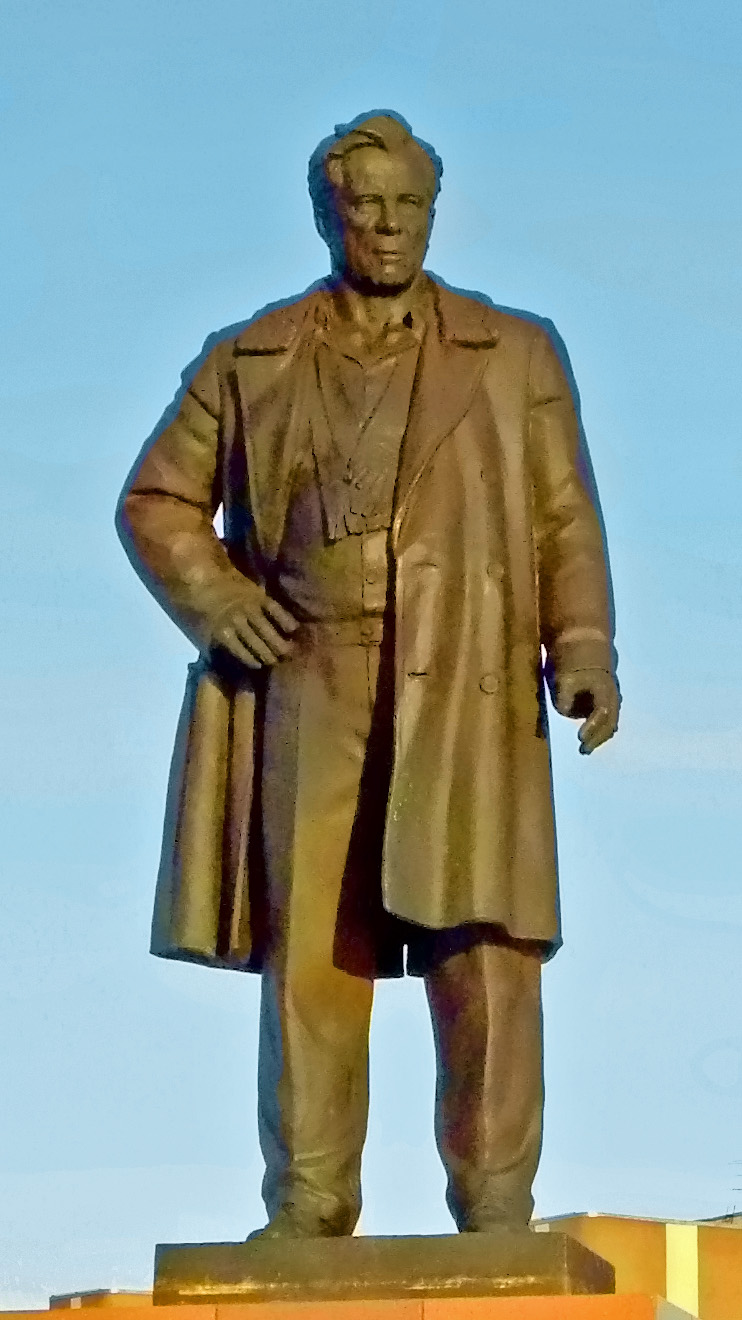
Astafjew-Denkmal (2006), Krasnojarsk

Jaworski schuf 1997 das Relief des Rjasaner Großfürsten Roman Olgowitsch in einem Medaillon an der Fassade der wiederaufgebauten Christ-Erlöser-Kathedrale in Moskau. Er gestaltete im Auftrag König Abdullahs II. bin al-Hussein ein Kriegerdenkmal, das 2003 in Irbid enthüllt wurde. 2004 fertigte er den Grabstein für das Grab des Chirurgen Boris Petrowski auf dem Nowodewitschi-Friedhof an. 2006 schuf er die Statue des Schriftstellers Wiktor Astafjew für dessen Denkmal in Krasnojarsk, das am Ende des Jahres enthüllt wurde. Das mit Konstantin Kubyschkin und M. Malaschenko angefertigte Resanow-Denkmal wurde 2007 in Krasnojarsk eingeweiht. Es folgten Denkmäler in Lytkarino, Irkutsk, Kineschma und Kaliningrad.

## Ehrungen, Preise
- Anerkennungsdiplom der Russischen Akademie der Künste (1996)[1]
- Silbermedaille der Russischen Akademie der Künste (2002)[1]
- Medaille des Rats der Veteranen der Aufklärung für das Aufklärer-Denkmal in Kaliningrad (2013)